# Hermanos Olivier

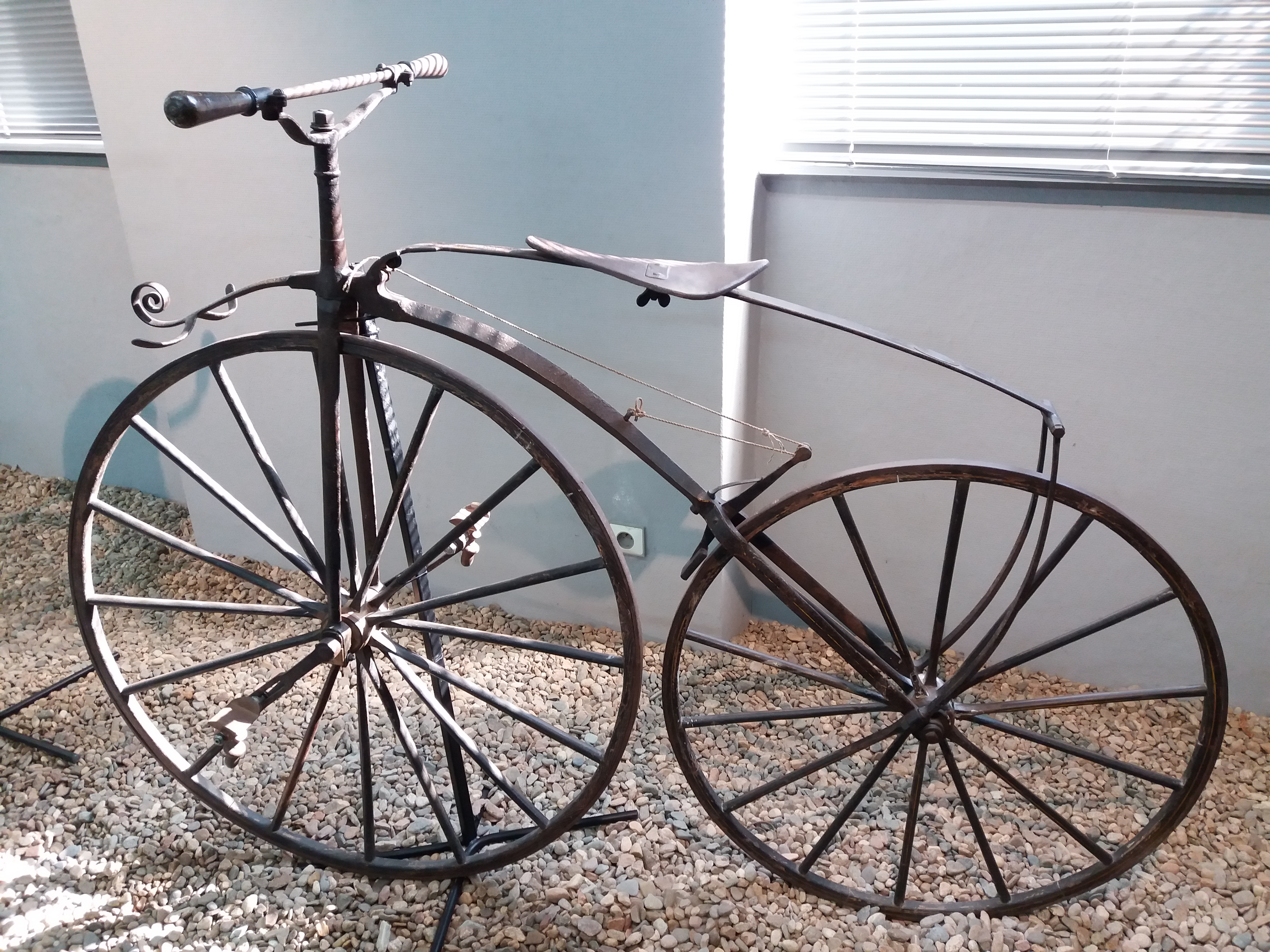
Velocípedo de la Compagnie Parisienne (1869)

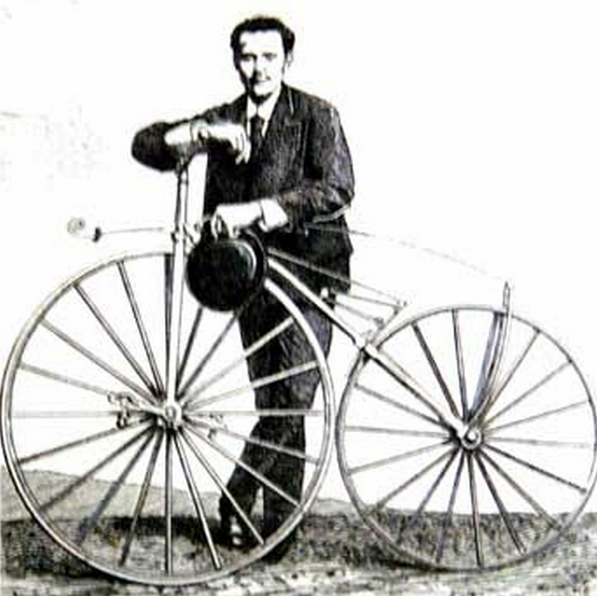
Velocípedo Michaux, inventado en 1861

Los hermanos Olivier, (en francés: les frères Olivier) Aimé, René y Marius (este último en menor medida), fueron los primeros responsables de reconocer el potencial comercial de un nuevo invento: la bicicleta.
La familia Olivier era rica y poseía una serie de plantas químicas en Francia con sede en Lyon. Mientras eran estudiantes de ingeniería en París en 1864, estuvieron entre los primeros usuarios del nuevo "velocípedo".
A finales de agosto de 1865, los hermanos Aimé y René Olivier y su amigo el periodista Georges De la Bouglise, equipados con máquinas Michaux, emprendieron un recorrido de 794 kilómetros en 8 días entre París y Aviñón, destino elegido simplemente porque la familia Olivier era originaria de esta ciudad. Este viaje se considera hoy como la primera gira ciclista realizada en el mundo. Pasaron por Nevers, Moulin y La Palisse, y luego cruzaron el Col du Pin Bouchain para llegar a Lyon y al valle del Ródano.
En 1868, los Olivier formaron una sociedad con Pierre Michaux para la fabricación en serie de bicicletas. Michaux aportó 16.000 francos, mientras que los hermanos Olivier invirtieron 50.000 francos en el negocio, pero a pesar de su posición dominante en la empresa, optaron por permanecer en un segundo plano para aprovechar el nombre del inventor "Michaux" y su notoriedad. Los hermanos Olivier también aportaron mejoras reales en la fabricación de bicicletas. Desde el punto de vista técnico, generalizan el marco recto inventado por Cadot en Lyon y sustituyeron la fundición maleable por hierro forjado conformado industrialmente, con martillo eléctrico.
Durante todo la primera época del boom de la bicicleta, de 1867 a 1869, fue René Olivier quien dirigió tanto la empresa Michaux como la industria en su conjunto. René permaneció "detrás de escena" al principio, hasta que rompió la asociación con Michaux en 1869, momento en el que formó su propia fábrica de bicicletas, la Compagnie Parisienne. Sin embargo, la "fiebre" por las bicicletas en Francia (y en los Estados Unidos Estados) terminó aquel año. Tras la desastrosa derrota de Francia en la guerra franco-prusiana de 1870, el negocio se declaró en quiebra, y los hermanos Olivier volvieron a la actividad tradicional de su familia, la industria química.
La popularidad de la bicicleta se mantuvo solo en Inglaterra, cuyos inventores y fabricantes contribuyeron con la siguiente serie de mejoras en su desarrollo.